# (12710) Breda
(12710) Breda ist ein Asteroid des Hauptgürtels, der nach der niederländischen Stadt Breda in der Provinz Noord-Brabant benannt wurde. Er wurde am 15. November 1990 vom belgischen Astronomen Eric Walter Elst auf La Silla entdeckt.